# Mistrovství světa v inline hokeji 2010

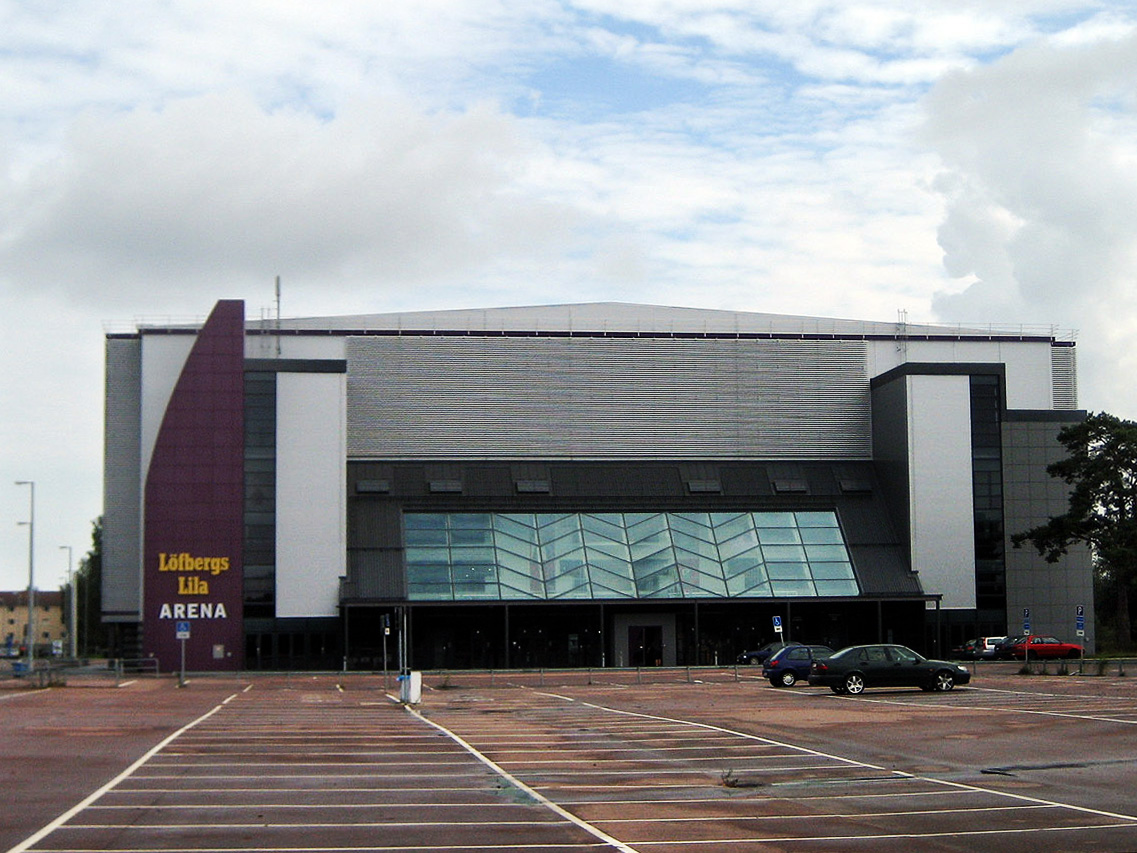
Sportovní aréna v Karlstadu

Mistrovství světa IIHF v inline hokeji 2010 bylo 14. mistrovstvím světa v inline hokeji. Konalo se v Karlstadu, ve Švédsku.

## Finále
Finálový zápas mezi Českou republikou a Spojenými státy americkými se uskutečnil dne 4. července 2010 v 18 hodin v Karlstadu. Bylo přítomno 1537 diváků.
Branky českého týmu vstřelili Vozdecký, Šebek a Polanský.
|     |       |       |  |
| USA | 4 - 3 | Česko |  |
|     |       |       |  |

## Konečné pořadí týmů
| Pořadí | Družstvo   |
| ------ | ---------- |
| 1.     | USA        |
| 2.     | Česko      |
| 3.     | Švédsko    |
| 4.     | Kanada     |
| 5.     | Slovinsko  |
| 6.     | Finsko     |
| 7.     | Německo    |
| 8.     | Slovensko  |
| 9.     | Rakousko   |
| 10.    | Chorvatsko |
| 11.    | Maďarsko   |
| 12.    | Austrálie  |
| 13.    | Británie   |
| 14.    | Japonsko   |
| 15.    | Brazílie   |
| 16.    | Argentina  |